# ラッセル・ブファリーノ
ラッセル・ブファリーノ（英語: Russell Bufalino、出生時：ロザリオ・アルベルト・ブファリーノ（イタリア語: Rosario Alberto Bufalino、イタリア語発音: [roˈzaːrjo alˈbɛrto bufaˈliːno]）、1903年10月29日 - 1994年2月25日）は、イタリア出身のアメリカのギャング（マフィア）。1959年から1989年にかけてペンシルベニア州北東部を拠点としたブファリーノ・ファミリーのボス。また、全米トラック運転手組合 (IBT) の長ジミー・ホッファの弁護士ウィリアム・ブファリーノの従兄弟。

## 生涯

### アメリカへの移民からマフィアとしての台頭
1903年10月29日、シチリア島モンテドーロで生まれ、1906年に家族とともにニューヨーク州バッファローに移住し、10代の頃には犯罪の道に入る。のち、シチリア・マフィア出身のカロライナ・シアンドラと結婚する。ブファリーノは多くのバッファローのギャングらと共に犯行を行ったが、その中には後にマフィアや東海岸沿いのコーサ・ノストラ（狭義のマフィア）の幹部となる者もいた。これらの人脈はブファリーノの生涯の犯罪歴に非常に有益となったことが知られている。ファミリーと一族の絆はシチリア系の犯罪者にとって重要なことであり、彼らは部外者や法執行機関が介入できない強力で極秘の協力体制を築き上げた。こうした人脈の中でも特に重要であったのは最初のボスであるジョン C.モンタナとモンテドーロからの移民仲間であった。
1920年代初頭、ブファリーノは、ニューヨーク州エンディコットで酒の密輸も行っているジョゼフ・バーバラと手を組みはじめた。その後、1940年にペンシルベニア州キングストンに活動拠点を移した。ファミリーは同州のピッツトンやスクラントン、ウィルクス・バール、及びニューヨーク州北部における犯罪行為に関与していた。
1950年代初頭に、移民帰化局は何度かブファリーノを強制送還しようとしたが、いずれもイタリア政府が再入国を拒んだため、15年以上成功しなかった。
1955年、ブファリーノはトラック運転手のフランク・シーランと出会う。やがてシーランは、ブファリーノの下で仕事を行い始める。また、ブファリーノはシーランを全米トラック運転手組合 (IBT) の長ジミー・ホッファに紹介していた。ホッファはシーランをボディガードとして採用し、親友としても扱った。そのシーランの仕事内容には、反抗的なIBT組合員やIBTの縄張りを脅かすライバル組合の者の暗殺も含まれていた。シーランによれば、彼がホッファと最初に話したのは電話であり、ホッファは「（君は）家にペンキを塗ると聞いた」と最初に述べたという（これは銃撃によって標的の血痕が壁に広がることを暗喩している）。

### アパラチン会議
1957年、ルチアーノ・ファミリーの系譜を引くフランク・コステロからファミリーの実権を簒奪したヴィト・ジェノヴェーゼは、自らの地位を確実なものとさせるため、全国のコーサ・ノストラを集めた会議（コミッション、全国委員会）を招集しようとした。ジェノベーゼはニューヨーク州バッファローのボスで、コミッション・メンバーでもあるステファノ・マガディーノを選出し、マサディノは会議の監督・指揮をペンシルベニア州北東部の有力者であるジョセフ・バーバラとブファリーノに依頼した。
1957年11月14日、アメリカとイタリアからの有力マフィアがニューヨーク州アパラチンにあるバーバラの私有地に集まった。キューバは主要な議題の1つであり、特に同地における賭博や麻薬から得られたコーサ・ノストラの利益の密輸についてであった。国際的な麻薬取引も重要なトピックであった。他にはニューヨークにおける衣料産業の権益や犯罪利益（事業主への高利貸しや衣料品センターのトラック輸送の制御など）などが話し合われる予定であった。
地元の州警察官であるエドガー・D・クロスウェルは、前年にカーマイン・ギャランテがバーバラの私有地から帰る際に州警察官に呼び止められたことを知っていた。州警察はガランテが無免許運転していたこと以外にも、彼がニューヨーク市において広範な犯罪歴があることを発見していた。1957年11月の会議に先立ってクロスウェルはバーバラ邸を時折監視しており、バーバラの息子が地元の肉屋から大量の肉を調達したり、地元のホテルに予約を入れていることも察知していた。このため、クロスウェルはバーバラを怪しみ、その邸宅を監視することを決めていた。州警察はバーバラ邸に多くの高級車が駐車されていることを発見するとナンバープレートの照会をはじめた。これら車の多くが犯罪者登録された者たちのものと判明したため、州警察の応援も現場に到着し、バリケードの設置を行い始めた。
こうした外の動きに気づかず会議が開始されたが、カステッランマーレ・デル・ゴルフォ出身でバーバラの従業員であったバルトロ・グッチアが、バーバラの私有地から出る際に警察のバリケードに気がついた。後にグッチアは魚の注文を確認するためにバーバラ邸に戻ったと述べている。一部の出席者は車で強引に脱出を試みたが、バリケードで止められてしまった。他の者たちは高級なスーツを台無しにしながら野原や森を駆けた。多くのマフィアはバーバラの邸宅を囲む森を突破して脱出した。
ブファリーノは運転していたところを警察の停止命令を受けた。乗客は他にジェノベーゼと他3人の男がいた。ブファリーノは警官の質問に対し、病気の友人であるバーバラを訪ねてきたと答えた。逮捕された者たちは全員に最高10,000ドルの罰金を科され、3年から5年の懲役刑が科されたが、1960年の控訴によりすべての有罪判決が覆された。

### ブファリーノ・ファミリー
1959年6月のバーバラの死後、 コミッションはブファリーノを後継のボスとして公認した。
1972年、映画『ゴッドファーザー』において、ジョニー・フォンテーン役を歌手のアル・マルティーノが演じることになっていたが、途中でヴィック・ダモーンに変更された。マルティーノは彼の名付け親（ゴッドファーザー）であるブファリーノに依頼し、メディアを通して監督のフランシス・フォード・コッポラが、プロデューサーのアルバート・S・ラディがマルティーノを抜擢しようとしていたことは知らなかったとする情報操作を行わせた。結局はダモーンは報酬が少なすぎることに加えて、マフィアを刺激したくないために役を降板した。最終的にフォンテーン役はマルティーノが演じることになった 。
1973年4月20日、ブファリーノはFBIの奇襲作戦によってナイトクラブで逮捕され、州間通商妨害や司法妨害、賭博、故売品輸送などの容疑で起訴されたが、5万ドルの保釈金を払い釈放された。
1977年、目撃者保護プログラムに守られたジャック・ナポリがニューヨークの宝石商に25,000ドルの負債を返済しなかったためにブファリーノから殺すと脅迫されたと証言し、ブファリーノは恐喝罪で起訴された。ブファリーノは起訴されるとすぐに、さらなる刑事告発の可能性を減らすため、カポレジームのエドワード・シャンドラを名目上のボスとし、ファミリーの日常業務から身を引いた。1978年8月8日、恐喝に関与したと認定され、ブファリーノは4年の有罪判決を受け、3年近く服役した。
ブファリーノは1981年5月に釈放されたが、今度はナポリを殺害しようと企てた疑いで再び起訴されてしまった。主な検察証人であるジミー・フラティアーノは、彼とマイケル・リツィテッロが1976年にナポリを殺すようブファリーノに要求されたと証言した。1981年11月、ブファリーノはレブンワース合衆国刑務所に10年の刑を宣告された。

### 衰退と死
ブファリーノは再収監され、ファミリーは連邦政府の監視下に置かれると組織は衰え始めた。1989年、ブファリーノは釈放され、ファミリーの実権はビリー・デリアに引き継がれた。
1994年2月25日、ブファリーノは90歳でペンシルベニア州キングストンのネスビット記念病院にて自然死した。その遺体はペンシルベニア州スワイヤーズビルのデニソン墓地に埋葬された。 

## 大衆文化
2019年のマーティン・スコセッシの映画『アイリッシュマン』にて登場し、ジョー・ペシがブファリーノを演じている。